# Kentucky Bank Tennis Championships 2017
Das Kentucky Bank Tennis Championships 2017 war ein Tennisturnier der ITF Women’s Circuit 2017 für Damen und ein Tennisturnier der ATP Challenger Tour 2017 für Herren in Lexington (Kentucky) und fanden zeitgleich vom 31. Juli bis 6. August 2017 statt.